# Fräulein Raffke
Fräulein Raffke er en tysk stumfilm fra 1923 af Richard Eichberg.

## Medvirkende
- Werner Krauss som Emil Raffke
- Lydia Potechina som Emils Wife
- Lee Parry som Lilli Raffke
- Harry Hardt som Paul Grune
- Vivian Gibson som Tänzerin Tatjana
- Hans Albers som Baron
- Heinrich Peer